# Nastaliq
El nastaliq (en persa: نستعلیق‎) es un estilo persa de caligrafía árabe cuyo origen se atribuye a Mir Ali Tabrizi, originario de Tabriz, en el siglo XIV. Es una mezcla, como su nombre indica, del estilo nasji y del estilo taliq.
A partir del siglo XV este estilo elegante y suelto se empezó a difundir por toda Persia, al borde del golfo Pérsico y más al este, hasta llegar a los uigures de China. Su apogeo se ubica entre el siglo XVIII y el comienzo del XX.
Para los países árabes este estilo suele llamarse letra persa y la consideran como una escritura arcaica que se lee con dificultad.
Utilizado para la literatura poética, el nastaliq está difundido hoy en Irán, en Afganistán y en Pakistán, donde compite con éxito contra el estilo naskh. Sirve también de escritura decorativa en Irán y en Afganistán para los títulos, anuncios y para la escritura a mano (manuscritos) mientras que el naskh es utilizado más para la escritura impresa o digital (tipografía, libros, periódicos, etc.)

## Ejemplos

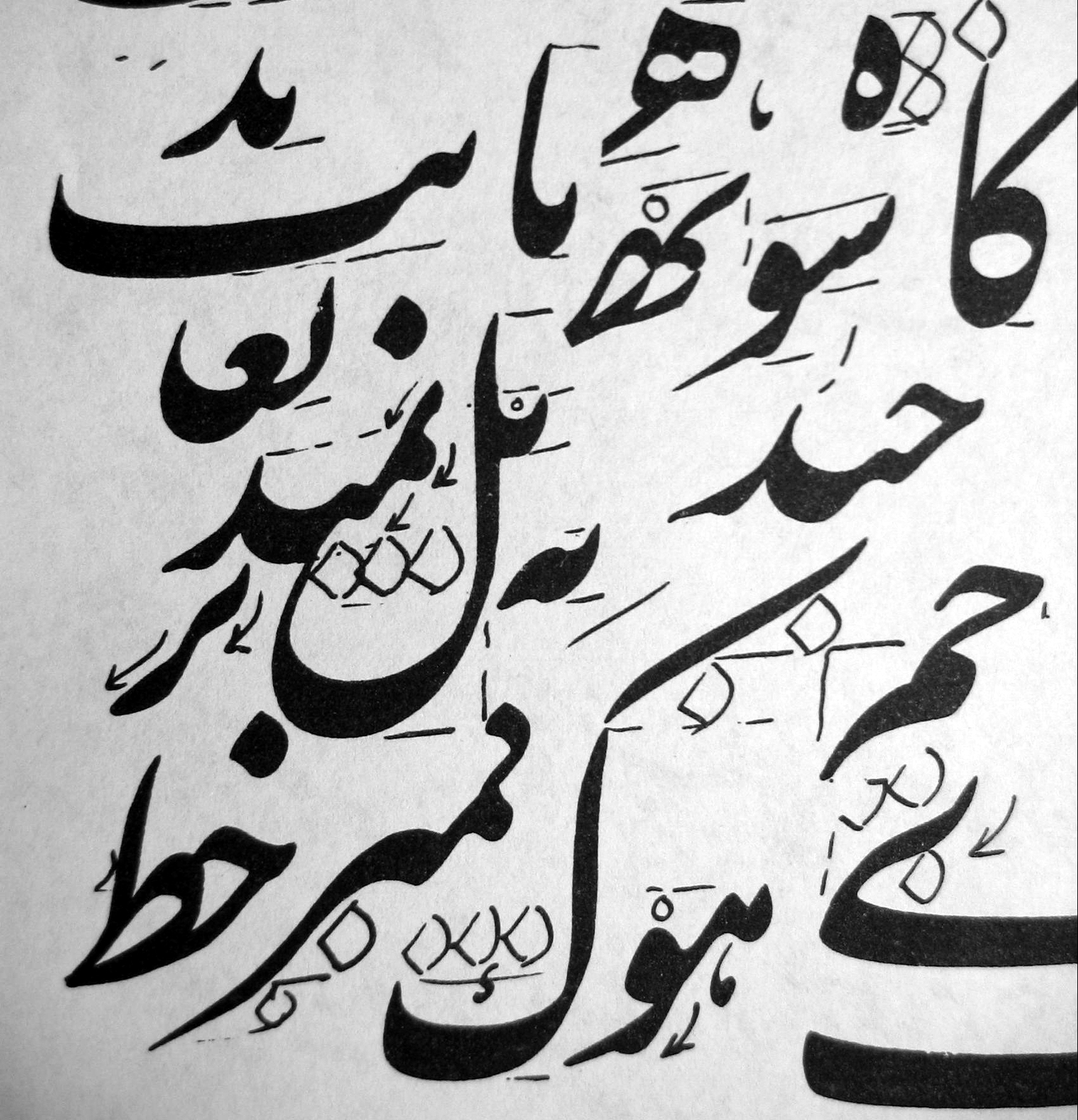
Normas de proporciones del estilo nastaliq
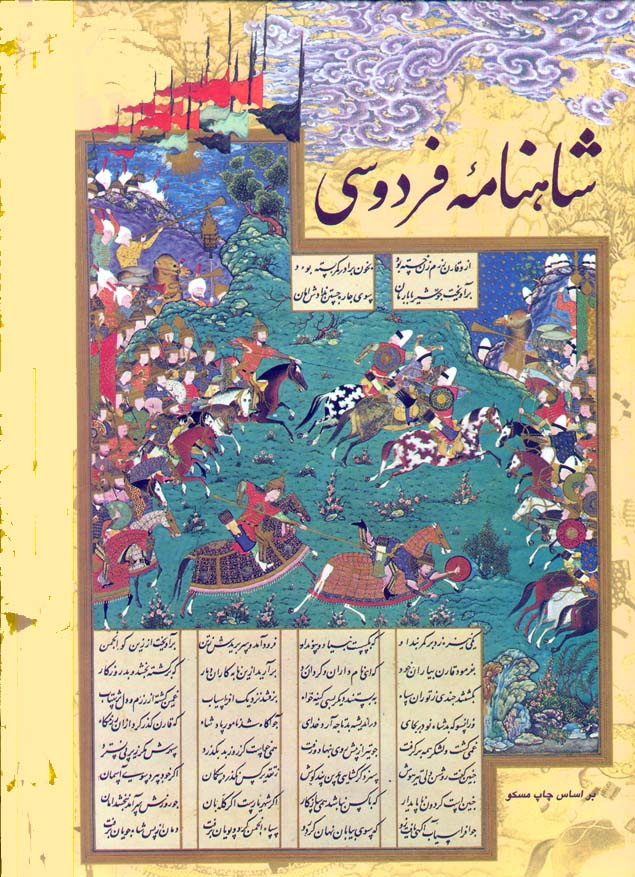
Manuscrito en nastaliq del Libro de los Reyes de Ferdowsi (batalla de al-Qādisiyyah).
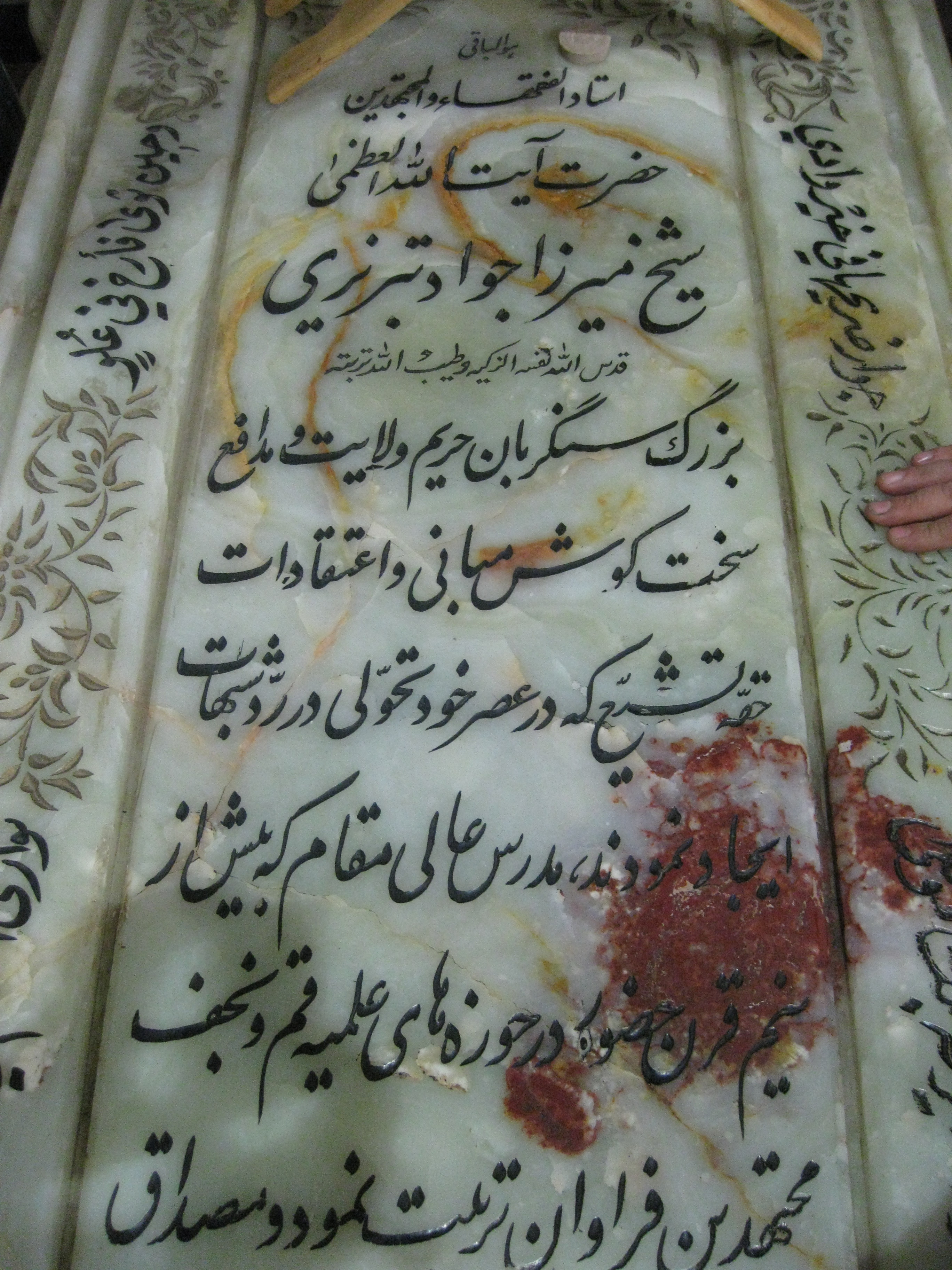
Tumba del jeque Mirza Javad Tabrizi en Qom
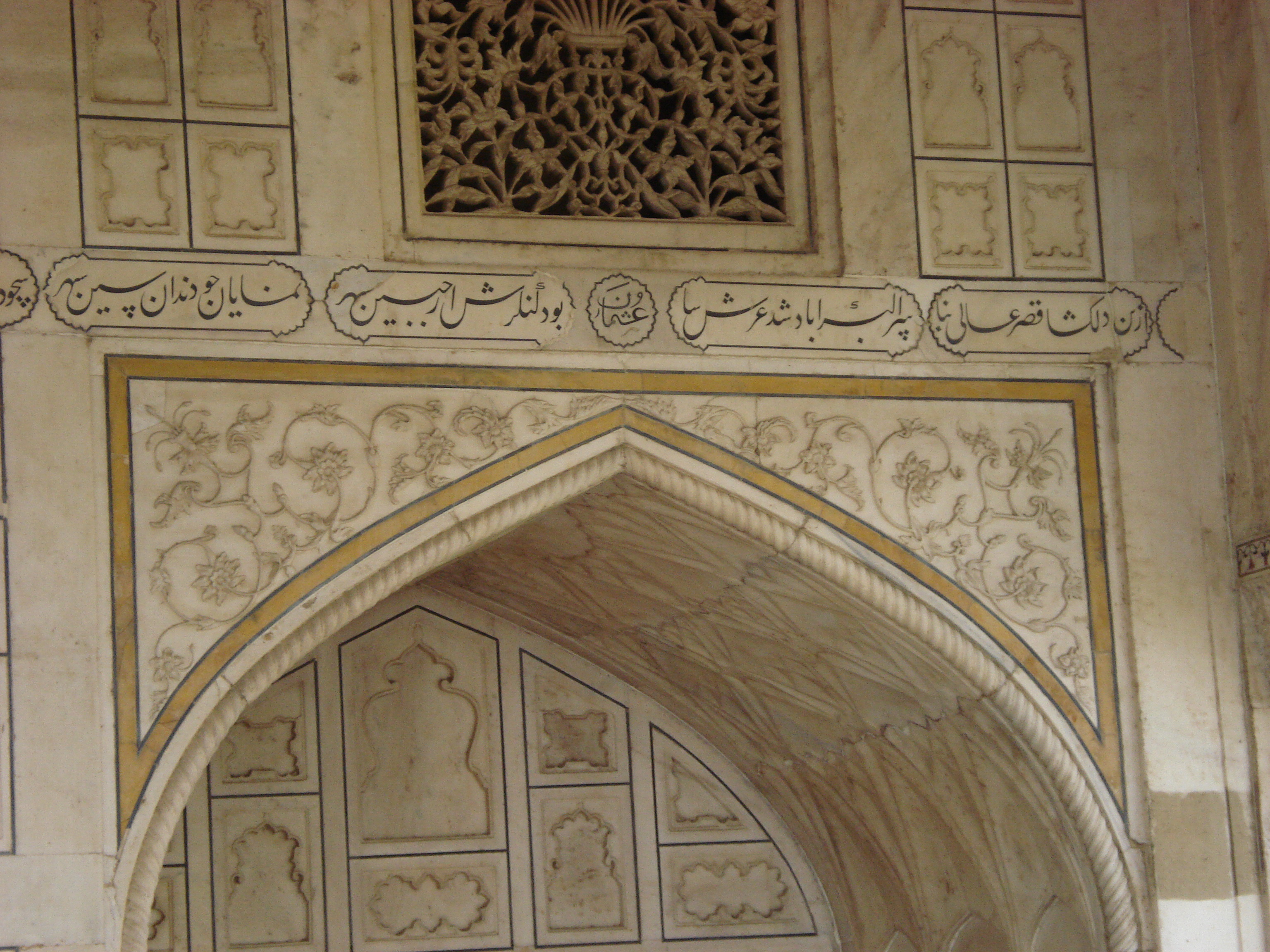
Usada como decoración el Fuerte de Agra, en la India
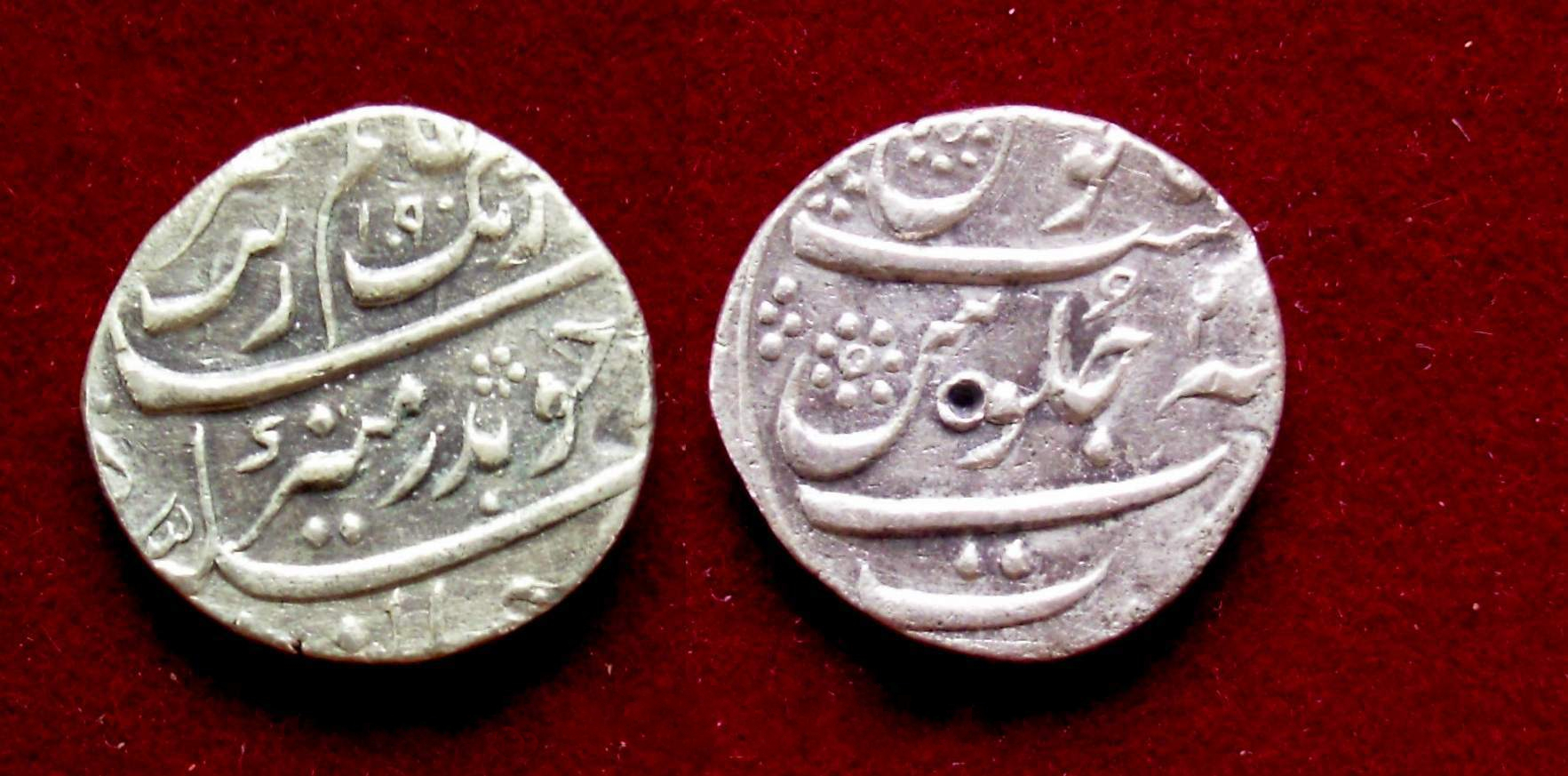
Monedas del reino de Aurangzeb (Imperio mogol)

- Datos: Q1133121
- Multimedia: Nastaliq / Q1133121